# Spirostreptus clavipes
Spirostreptus clavipes är en mångfotingart som beskrevs av Carl Ludwig Koch 1847. Spirostreptus clavipes ingår i släktet Spirostreptus och familjen Spirostreptidae. Inga underarter finns listade i Catalogue of Life.